# 文森特·阿兰达
文森特·阿兰达·埃斯克拉（西班牙語：Vicente Aranda Ezquerra，西班牙語發音：[biˈθente aɾanˈða eθˈkera]；1926年11月9日—2015年5月26日）是一名西班牙电影导演、编剧、制片人，创办了巴塞罗那电影学校（Barcelona School of Film），成名作为《情人》。

## 生平
他出生于巴塞罗那的一个贫困家庭，祖籍阿拉贡，20年前才刚搬到巴塞罗那，他是家中老幺，7岁时父亲去世。西班牙内战中，全家搬到母亲娘家佩尼亚尔瓦。但由于靠近前线，1938年又搬回巴塞罗那。
战后，他开始混迹于当地电影院，虽然这并非其母所愿。他没读完书便开始打工支撑家庭，1952年随哥哥前往委内瑞拉做生意，曾工作于NCR公司。
1959年，他衣锦还乡，本打算成为小说家，但发现自己缺乏天赋，转而立志拍电影。但由于没有高中毕业，他无法进入马德里的电影学校读书，但仍自学成才。他在将近40岁的时候开始拍电影，60多岁才成名，一生拍过27部作品。